# 园林路 (珠海)
园林路是中國廣東省珠海市的一條一般道路，位于香洲區，馬路呈东西走向。东邊從海滨路交界开始，一直向西去到景山路的交界。

## 概要
全長0.86公里，宽12米，雙向2車道。
该道路由1985年建成，曾用名景中路，后以园林宾馆（今君悦来酒店）定今名。

## 經過的道路
这条路的顺序是由东到西排列，其中加粗的字为主幹道：
- 景园路
- 景乐路
- 景山路